# Milan Jurčo
Milan Jurčo   (Liptovský Mikuláš, 14 de setembre de 1957) va ser un ciclista txecoslovac, d'origen eslovac professional del 1987 al 1991. Va guanyar dues medalles al Campionat del Món de contrarellotge per equips i el Circuit de les Ardenes de 1982.
El seu fill Matej també s'ha dedicat professionalment al ciclisme.

## Palmarès
Palmarès:
- 1979
  - Vencedor d'una etapa a la Volta a Cuba
- 1979
  - Vencedor d'una etapa a la Volta a Eslovàquia
- 1981
  - 1r a la Volta a Escòcia i vencedor d'una etapa
  - Vencedor d'una etapa al Giro de les Regions
- 1982
  - 1r al Circuit de les Ardenes
  - Vencedor d'una etapa a la Volta a Luxemburg
  - Vencedor d'una etapa a la Volta a Renània-Palatinat
- 1983
  - Vencedor de 2 etapes a la Volta a Cuba
- 1984
  - 1r a la Volta a Renània-Palatinat
  - Vencedor d'una etapa al Baby Giro
- 1986
  - Vencedor de 2 etapes a la Settimana Ciclistica Bergamasca
- 1987
  - Vencedor d'una etapa al Giro de la Pulla

### Resultats al Tour de França
- 1987. Abandona (19a etapa)
- 1988. 139è de la classificació general

### Resultats al Giro d'Itàlia
- 1987. 107è de la classificació general